# Comondú
Comondú est une municipalité mexicaine de l'État de Basse-Californie du Sud dont le siège est la ville de Ciudad Constitución.

## Géographie

### Situation
La municipalité de Comondú s'étend sur 12 547,3 km2 au centre de l'État de Basse-Californie du Sud. Elle est bordée par l'océan Pacifique à l'ouest et possède deux petites façades maritimes sur le golfe de Californie au nord-est et au sud-est de son territoire. Elle est limitrophe des municipalités de Mulegé au nord, de Loreto à l'est et de La Paz au sud.

## Politique et administration
La municipalité est dirigée par un maire (« président municipal ») et un conseil, élus pour trois ans. Depuis 2021, la maire est Iliana Talamantes Higuera, du Mouvement de régénération nationale.

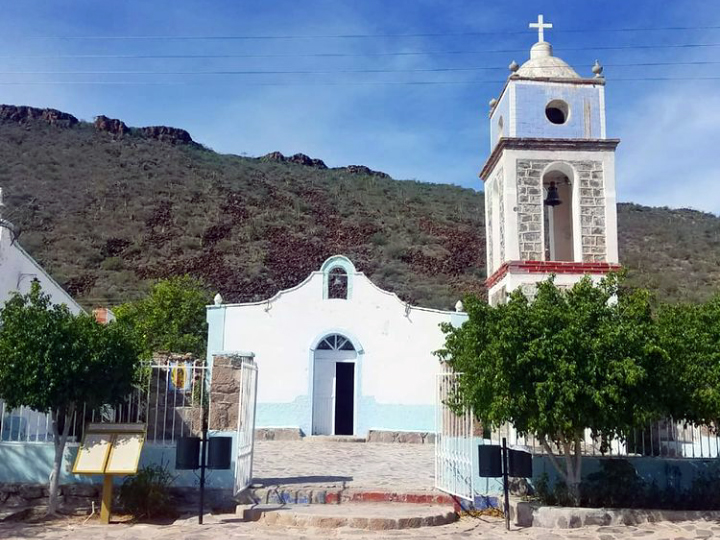
Église de San Miguel de Comondu.